# Élections législatives de 1975 aux Nouvelles-Hébrides
Les premières élections législatives de l'histoire se tiennent au condominium des Nouvelles-Hébrides, colonie franco-britannique, en novembre 1975. Elles sont remportées par le Parti national des Nouvelles-Hébrides, indépendantiste.

## Système politique
L'Assemblée représentative créée pour ce scrutin est composée de quarante-deux membres, dont vingt-neuf élus au suffrage universel direct. Six autres sièges reviennent à des représentants des chambres de commerce de la colonie, quatre à des chefs autochtones coutumiers, et trois à des représentants de sociétés coopératives. Les deux commissaires résidents -l'un britannique, l'autre français, John Champion et Robert Gauger- disposent d'un droit de véto sur les résolutions adoptées par l'Assemblée.
Le scrutin est ethnique dans les deux villes du pays, et sans distinction ethnique dans les circonscriptions rurales. Ainsi, à Luganville, les citoyens sont appelés à élire un député autochtone, un de nationalité française, et un de nationalité britannique, et à Port-Vila il y a deux sièges pour ls autochtones, deux pour les Français et deux pour les Britanniques.
Les élections sont étalées sur « plus d'une semaine » durant la première moitié du mois de novembre 1975.

## Partis
Le Parti national des Nouvelles-Hébrides est un parti anglophone et indépendantiste, mené par le pasteur anglican autochtone Walter Lini. Face à lui se trouvent deux principaux partis francophones qui s'opposent à une indépendance immédiate, demandant une période de développement préalable de la colonie : l'Union des communautés des Nouvelles-Hébrides et le Mouvement autonomiste des Nouvelles-Hébrides, ce dernier allié aux régionalistes autochtones du Tabwemassana et du Nagriamel.
| Parti | Parti                                         | Dirigeant      |
| ----- | --------------------------------------------- | -------------- |
|       | PNNH                                          | Walter Lini    |
|       | UCNH                                          | Rémy Delaveuve |
|       | MANH                                          | Aimé Maléré    |
|       | Alliance MANH / Tabwemasana / Nagriamel (MTN) | -              |
|       | Nagriamel                                     | Jimmy Stevens  |
|       | Parti fren mélanésien                         | Albert Ravutia |
|       | Tabwemassana                                  | Michel Bernast |

## Résultats

### Résultats nationaux
|                          | Vanua'aku Pati (PNNH)                               | 27 978 | 54,19 | 17 |  |  |
|                          | Union des communautés des Nouvelles-Hébrides (UCNH) | 15 761 | 30,53 | 10 |  |  |
|                          | Mouvement autonomiste des Nouvelles-Hébrides (MANH) | 4 155  | 8,05  | 2  |  |  |
|                          | Alliance MANH / Tabwemassana / Nagriamel (MTN)      | 678    | 1,26  | 0  |  |  |
|                          | Nagriamel                                           | 650    | 1,31  | 0  |  |  |
|                          | Parti fren mélanésien                               | 457    | 0,89  | 0  |  |  |
|                          | Tabwemassana                                        | 331    | 0,64  | 0  |  |  |
|                          | Indépendants                                        | 1 620  | 3,14  | 0  |  |  |
|                          |                                                     |        |       |    |  |  |
| Votes valides            | Votes valides                                       | 34 911 | 97,86 |    |  |  |
| Votes blancs et nuls     | Votes blancs et nuls                                | 763    | 2,14  |    |  |  |
| Total                    | Total                                               | 35 674 | 100   | 29 |  |  |
| Abstention               | Abstention                                          | 4 500  | 11,20 |    |  |  |
| Inscrits / participation | Inscrits / participation                            | 40 174 | 88,80 |    |  |  |

### Par circonscription
Ambae / Maewo : 2 députés
| Candidat        | Parti | Parti          | Voix | %      | Résultat |
| --------------- | ----- | -------------- | ---- | ------ | -------- |
|                 |       |                |      |        |          |
| Thomas Tungu    |       | MANH           | 1015 | 29,6 % | élu      |
| Joël Mera       |       | PNNH           | 763  | 24,6 % | élu      |
| Ron Wilson      |       | PPNH           | 541  | 16,6 % |          |
| Michael Ala     |       | sans étiquette | 424  | 13,0 % |          |
| Willy Vuti Toka |       | sans étiquette | 354  | 11,3 % |          |
| C. Gambetta     |       | MTN            | 152  | 4,7 %  |          |
| A. Lulu Vira    |       | UCNH           | 6    | 0,1 %  |          |

Ambrym : 1 député
| Candidat  | Parti | Parti          | Voix | %      | Résultat |
| --------- | ----- | -------------- | ---- | ------ | -------- |
|           |       |                |      |        |          |
| Jack Hopa |       | PNNH           | 1225 | 57,3 % | élu      |
| Kak Olsen |       | sans étiquette | 484  | 22,7 % |          |
| D. Waiwai |       | UCNH           | 429  | 20,1 % |          |

Autres îles du sud : 1 député
| Candidat        | Parti | Parti          | Voix | %      | Résultat |
| --------------- | ----- | -------------- | ---- | ------ | -------- |
|                 |       |                |      |        |          |
| John Naupa      |       | PNNH           | 391  | 63,4 % | élu      |
| Jean-Marie Léyé |       | UCNH           | 165  | 26,7 % |          |
| William Mete    |       | sans étiquette | 61   | 9,9 %  |          |

îles Banks et Torrès : 1 député
| Candidat     | Parti | Parti | Voix | %      | Résultat |
| ------------ | ----- | ----- | ---- | ------ | -------- |
|              |       |       |      |        |          |
| George Worek |       | PNNH  | 1297 | 81,3 % | élu      |
| A. Laloyer   |       | MANH  | 299  | 18,7 % |          |

Éfaté nord : 1 député
| Candidat        | Parti | Parti          | Voix | %      | Résultat |
| --------------- | ----- | -------------- | ---- | ------ | -------- |
|                 |       |                |      |        |          |
| Donald Kalpokas |       | PPNH           | 1169 | 92,9 % | élu      |
| M. Timatasso    |       | UCNH           | 64   | 5,1 %  |          |
| Richard Kerr    |       | sans étiquette | 26   | 2,1 %  |          |

Éfaté sud : 1 député
| Candidat      | Parti | Parti          | Voix | %      | Résultat |
| ------------- | ----- | -------------- | ---- | ------ | -------- |
|               |       |                |      |        |          |
| George Kalkoa |       | PNNH           | 1195 | 66,1 % | élu      |
| John Kalsakau |       | sans étiquette | 386  | 21,4 % |          |
| A. Carlot     |       | sans étiquette | 152  | 8,4 %  |          |
| J.J. Hénin    |       | MTN            | 75   | 4,1 %  |          |

Épi / Paama : 1 député
| Candidat       | Parti | Parti | Voix | %      | Résultat |
| -------------- | ----- | ----- | ---- | ------ | -------- |
|                |       |       |      |        |          |
| Jack Taritonga |       | PNNH  | 1277 | 72,7 % | élu      |
| Tom Toungon    |       | UCNH  | 479  | 27,3 % |          |

Luganville : 3 députés
| Candidat                 | Parti | Parti          | Voix | % | Résultat |
| ------------------------ | ----- | -------------- | ---- | - | -------- |
|                          |       |                |      |   |          |
| Shem Rarua               |       | PNNH           | 760  |   | élu      |
| Philibert de Montgremier |       | PNNH           | 759  |   | élu      |
| Mary Gilu                |       | PNNH           | 704  |   | élue     |
| Georges Cronsteadt       |       | MTN            | 680  |   |          |
| Michel Noël              |       | MTN            | 678  |   |          |
| Francis Henderson        |       | MTN            | 650  |   |          |
| K. Hutton                |       | sans étiquette | 77   |   |          |
| A. Cheung                |       | sans étiquette | 8    |   |          |

Malekula : 3 députés
| Candidat        | Parti | Parti | Voix | %      | Résultat |
| --------------- | ----- | ----- | ---- | ------ | -------- |
|                 |       |       |      |        |          |
| Aisen Obed      |       | PNNH  | 1306 | 24,9 % | élu      |
| Gérard Leymang  |       | UCNH  | 1148 | 21,9 % | élu      |
| Sethy Regenvanu |       | PNNH  | 1076 | 20,6 % | élu      |
| K. Williams     |       | PNNH  | 1065 | 20,3 % |          |
| R. Gustave      |       | PFM   | 327  | 6,3 %  |          |
| Aimé Maléré     |       | MANH  | 310  | 5,9 %  |          |

Pentecôte : 2 députés
| Candidat          | Parti | Parti | Voix | %      | Résultat |
| ----------------- | ----- | ----- | ---- | ------ | -------- |
|                   |       |       |      |        |          |
| Walter Lini       |       | PNNH  | 1369 | 43,4 % | élu      |
| Vincent Boulekone |       | UCNH  | 1211 | 38,4 % | élu      |
| Samuel Bule       |       | PNNH  | 573  | 18,2 % |          |

Port-Vila : 6 députés
| Candidat        | Parti | Parti | Voix | % | Résultat |
| --------------- | ----- | ----- | ---- | - | -------- |
|                 |       |       |      |   |          |
| Rémy Delaveuve  |       | UCNH  | 1674 |   | élu      |
| Guy Prévot      |       | UCNH  | 1629 |   | élu      |
| Yoan Kalsakau   |       | UCNH  | 1623 |   | élu      |
| Tessa Fowler    |       | UCNH  | 1610 |   | élu      |
| Ernest Reid     |       | UCNH  | 1590 |   | élu      |
| Kaltak Kaltefer |       | UCNH  | 1563 |   | élu      |
| M. Kalsakau     |       | PNNH  | 1482 |   |          |
| R. Fraser       |       | PNNH  | 1451 |   |          |
| Puyo-Festa      |       | PNNH  | 1451 |   |          |
| John Wimp Neal  |       | PNNH  | 1437 |   |          |
| J. Tinsley Lulu |       | PNNH  | 1424 |   |          |

Santo rurale : 3 députés
| Candidat           | Parti | Parti        | Voix | %      | Résultat |
| ------------------ | ----- | ------------ | ---- | ------ | -------- |
|                    |       |              |      |        |          |
| Michel Thévenin    |       | MANH         | 898  | 21,8 % | élu      |
| Titus Path         |       | PNNH         | 855  | 20,1 % | élu      |
| Thomas Reuben      |       | PNNH         | 812  | 19,1 % | élu      |
| S. Wine            |       | MTN          | 736  | 17,1 % |          |
| J. Leodoro         |       | PNNH         | 505  | 11,9 % |          |
| Étienne Pounenarai |       | Tabwemassana | 331  | 7,8 %  |          |
| Albert Ravutia     |       | PFM          | 130  | 3,1 %  |          |

îles Shepherd : 1 député
| Candidat        | Parti | Parti          | Voix | %      | Résultat |
| --------------- | ----- | -------------- | ---- | ------ | -------- |
|                 |       |                |      |        |          |
| Kenneth Tariliu |       | PNNH           | 1253 | 91,0 % | élu      |
| M. Taripoakoto  |       | UCNH           | 130  | 8,2 %  |          |
| J. Taplin       |       | sans étiquette | 10   | 0,7 %  |          |

Tanna : 3 députés
| Candidat        | Parti | Parti          | Voix | %      | Résultat |
| --------------- | ----- | -------------- | ---- | ------ | -------- |
|                 |       |                |      |        |          |
| Iolu Abil       |       | PNNH           | 1255 | 31,7 % | élu      |
| Aissia Nokohout |       | UCNH           | 930  | 28,5 % | élu      |
| Charley Nako    |       | UCNH           | 926  | 23,4 % | élu      |
| Joe Joseph      |       | PNNH           | 583  | 14,8 % |          |
| Kissel Lop      |       | UCNH           | 215  | 5,8 %  |          |
| Tom Numake      |       | sans étiquette | 32   | 0,8 %  |          |

## Suites

### Élections partielles de 1976
L'élection des trois députés de la circonscription rurale de Santo et de deux des députés de Luganville est annulée, donnant lieu à des élections partielles le 25 octobre 1976. Les résultats sont les suivants, :
Santo rurale : 3 sièges à pourvoir
Michel Thévenin (MANH) ne se représente pas.
| Candidat            | Parti | Parti       | Voix | % | Résultat |
| ------------------- | ----- | ----------- | ---- | - | -------- |
|                     |       |             |      |   |          |
| Thomas Reuben       |       | PNNH        | 1126 |   | réélu    |
| Jimmy Stevens       |       | Nagriamel   | 977  |   | élu      |
| Titus Path          |       | PNNH        | 887  |   | réélu    |
| James Tangis Bulluk |       | Nagriamel   | 869  |   |          |
| Étienne Pounenarai  |       | Tabwemasana | 462  |   |          |
| Albert Ravutia      |       | PFM         | 275  |   |          |

Luganville : 2 sièges à pourvoir
L'élection du député autochtone Shem Rarua (PNNH) n'a pas annulée ; il n'y a donc que deux sièges à pourvoir pour cette élection partielle : celui pour un député français et celui pour un député britannique.
député français
| Candidat                 | Parti | Parti | Voix | % | Résultat      |
| ------------------------ | ----- | ----- | ---- | - | ------------- |
|                          |       |       |      |   |               |
| Georges Cronsteadt       |       | MANH  | 770  |   | élu           |
| Philibert de Montgremier |       | PNNH  | 706  |   | sortant battu |

député britannique
| Candidat          | Parti | Parti       | Voix | % | Résultat |
| ----------------- | ----- | ----------- | ---- | - | -------- |
|                   |       |             |      |   |          |
| Mary Gilu         |       | PNNH        | 690  |   | réélue   |
| Charles Betham    |       | PNNH        | 578  |   |          |
| Francis Henderson |       | Tabwemasana | 208  |   |          |

### Élections anticipées en 1977
Début 1977, le Parti national boycotte l'Assemblée représentative, ce qui conduit les hauts commissaires à le dissoudre en vue d'élections anticipées, qui se tiennent en novembre 1977.